# 노경희 (가수)
노경희(1963년 1월 27일 ~ )은 대한민국의 가수이다. 실제 활동은 2004년부터 시작했다.

## 데뷔
- 2001년 1집 앨범 "님이시여"

## 출연
- 2004년 8월 30일 ABN 아름방송 《쇼! 가요토크》- 두번째 이야기 손님 출연 (가수 정지원, 신기철과 함께 출연)

## 음반
- 2004년 1집 님이시여 / 어머님
- 2006년 2집 왜 나를 / 선택